# Castilla industrial y agrícola
Castilla industrial y agrícola fue una revista que se publicó en Burgos desde enero de 1933 a noviembre de 1934. Se publicaba mensualmente.
Su sede estuvo en calle Vitoria 11, de la ciudad de Burgos.
Era defensora de la industria, el comercio y, en general, los intereses castellanos, con el objetivo de intentar el resurgimiento de Castilla: "Cuando otras regiones, acogiéndose a la ley, están unas con la casi plenitud de derechos otorgados por el poder legislativo y otras en camino de alcanzarlos, los castellanos tenemos la ineludible obligación de organizar la propia defensa", en clara referencia a la autonomía catalana y al movimiento regionalista emergente en España durante la II República.

## Estructura
Sus entregas eran de paginación variada, con gran profusión de fotografías, algunos dibujos y planos, y anuncios publicitarios, algunos con fotograbados. Estaba estructurada en secciones: Agricultura, Ganadería, Abonos, Comercio, Industria, Finanzas, Mercados y, en alguna ocasión, Bibliografía, o en provincias, como Palencia, Logroño o Segovia. Solía publicar artículos, generalmente de carácter técnico, y otros con perfiles reivindicativos, así como crónicas y reportajes sobre las actividades que se desarrollan en los citados sectores económicos (ferias, exposiciones), como en otros, como es el caso del ferrocarril, las obras públicas o la construcción de escuelas rurales.
Dedicó artículos a la política hidráulica en Castilla, ya fueran dedicados s los saltos del Ebro o la defensa de las aguas de los ríos Tajo o Guadiana: "Le preocupan [a Indalecio Prieto] los puertos de Vasconia o los riegos de Levante, con aguas de Castilla, con aguas que se intenta transvasar del Tajo al Turia y del Guadiana al Segura, aunque sea condenando a tierras manchegas, castellanas al fin, a la sed de la muerte" (Gregorio Fernández Díez).

## Colaboradores
Se desconoce quién la editó y dirigió, y entre sus colaboradores se encuentran el cronista de Burgos, Eloy García de Quevedo; los economistas Gregorio Fernández Díez y Manuel de la Parra y de la Cruz; el ingeniero de Caminos Luis Arango; el secretario de la Cámara de Comercio de Burgos, Agustín García de Obeso; el escritor Eduardo de Ontañón, Enrique Madrazo o el historiador Teófilo López Mata, entre otros. En su primer número también escriben el entonces alcalde de Burgos y diputado a Cortes, el industrial Perfecto Ruiz; el alcalde de Santander, Elofredo García; el presidente de la Comisión Gestora de la Diputación de Burgos y diputado, Luis García Lozano; y el también diputado a Cortes José Martínez Velasco. 
El número 18, correspondiente a junio de 1934, es un número extraordinario, de 76 páginas, dedicado a Burgos, y con la cubierta ilustrada a color. En cada número suele insertar el sumario. El número 23, correspondiente a noviembre de 1934, es el último de la colección.
En mayo de 1936, los economistas Gregorio Fernández Díez y Manuel de la Parra y de la Cruz, con otros intelectuales castellanos y castellanistas, fundaron la Asociación de Escritores Regionalistas Castellanos y ocuparon los cargos de presidente y vicepresidente de la misma.
El colaborador Eduardo de Ontañón, años antes, entre 1923 y 1928, había publicado la revista literaria vanguardista Parábola, desde la que se propuso, entre otras cosas, combatir los tópicos culturales sobre Castilla y recuperar su verdadera esencia cultural, singularmente en Cuadernos mensuales de valoración castellana. Uno de los colaboradores de la revista Parábola era el músico Antonio José. Gregorio Fernández Díez y Eduardo de Ontañón habían coincidido en el Ateneo Popular de Burgos, en el que el primero fue secretario y el segundo uno de sus impulsores y vicepresidente en 1934.